# Régie régionale des transports de la Haute-Vienne
La Régie régionale des transports de la Haute-Vienne (RRTHV) appartenant à la région Nouvelle Aquitaine est le premier transporteur interurbain du département de la Haute-Vienne. Elle a aussi en charge la gestion de la billetterie d'accès à ce réseau depuis le 1er janvier 2010. 

## Entreprise
La RRTHV est un EPIC, sous l'autorité du conseil régional de Nouvelle-Aquitaine depuis 2017, après avoir été sous celle du conseil départemental de la Haute-Vienne.
Devenu le premier acteur des transports scolaires et interurbains de la Haute-Vienne, la RDTHV compte, au 1er janvier 2010, 195 salariés dont plus de 160 conducteurs pour un parc de 171 véhicules de 9 à 116 places. En 2009, près de 4 millions de kilomètres ont été parcourus.

## Historique
Les Chemins de fer départementaux de la Haute-Vienne furent créés en septembre 1881, peu après la promulgation de la loi sur les tramways. 
Le 1er octobre 1948, le département fait connaître à la compagnie sa décision de mettre en place la Régie départementale des transports de la Haute-Vienne (RDTHV), à compter du 1er janvier 1949 et de la suppression à cette même date du réseau ferré. Ainsi, aux tramways alors en service, succèdent au 28 février les autocars.
Le 1er septembre 2017, la RRTHV remplace la RDTHV (Régie départementale des transports de la Haute-Vienne).

### Logos

Ancien logo de la RDTHV jusqu'au 5 octobre 2009.
Logo de la RDTHV du 5 octobre 2009 au 31 août 2017.

## Activités
- Lignes régulières
- Transport scolaire
- Tourisme

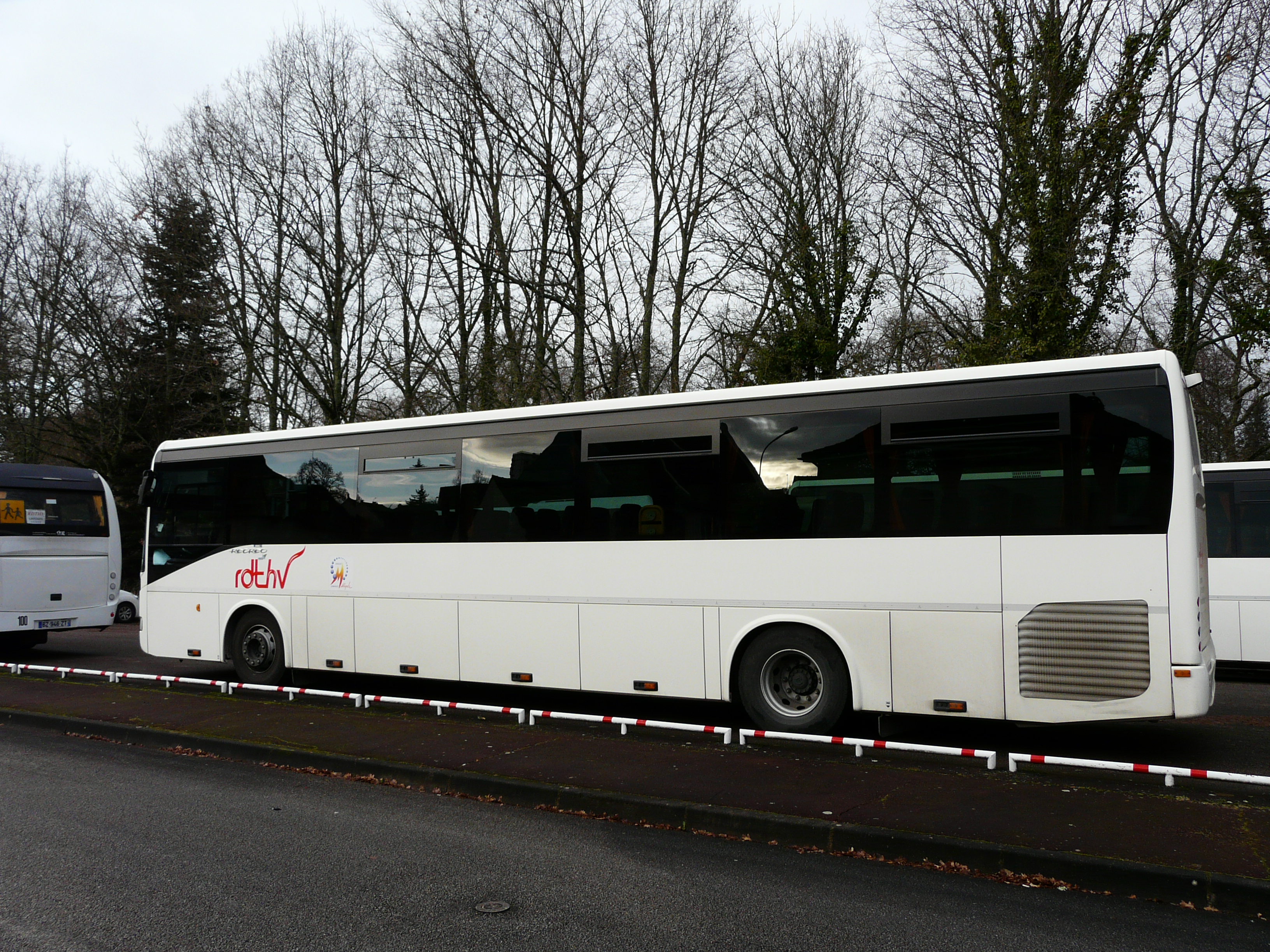
Un Irisbus Récréo de la RDTHV à Limoges.

- Périscolaire/Occasionnel (piscine, congrès, etc.)
- Transport de personnes à mobilité réduite

## Lignes régulières
R09 Limoges <> Felletin 
R18 Limoges <> Angoulême 
1 Limoges <> Saint-Laurent-les-Églises 
2 Limoges <> Cussac (Ligne scolaire)
3 Limoges <> Maisonais-sur-Tardoire 
4 Limoges <> Saint-Pardoux (Ligne estivale) 
5 Limoges <> Chateauponsac 
7 Limoges <> Chateauponsac (Ligne scolaire) 
9 Limoges <> Neuvic-Entier
12 Limoges <> Oradour-sur-Glane <> Saint Barbant
11 Limoges <> St Junien <> Bussière-Galant
13 Chateauponsac <> Bellac 
14 Limoges <> Rochechouart (Ligne estivale)
15 Limoges <> Dournazac <> La Chapelle-Montbrandeix
16 Limoges <> Châlus
18 Limoges <> Magnac-Laval
19 Limoges <> Ambazac (Ligne scolaire)
21 Limoges <> Rochechouart
24 Limoges <> Aixe-sur-Vienne <> Beynac
26 Limoges <> Jourgnac
29 Limoges <> Pierre-Buffière
36 Limoges <> Nieul 
70 Limoges <> Cognac-la-Forêt 